# Badebukser
Badebukser er den mest almindelige beklædning for herrer til vands. Badebukser er en enkel beklædningsgenstand, som minder om et par almindelige underbukser.
De er som oftest fremstillet i specielt materiale, som suger så lidt vand som muligt og hurtigt tørrer, når badebukserne har været våde.
| Tøj | Spire Denne artikel om tøj, sko eller lignende er en spire som bør udbygges. Du er velkommen til at hjælpe Wikipedia ved at udvide den. |